# Canon Powershot
Canon Powershot, av företaget skrivet Canon PowerShot, är en produktfamilj av digitala kompaktkameror som introducerades av Canon år 1996.

## Olika serier i produktfamiljen
Nuvarande serier:[när?]
- D-serien
- E-serien
- G-serien Mer påkostade kameror. Utgör produktfamiljens flaggskepp.
- S/SD-serien (Även kallad Powershot Digital ELPH eller Canon Digital IXUS) Ultrakompakta kameror.
- S/SX-serien Kameror med kraftfull zoom.

Serier som inte tillverkas längre:
- S-serien
- A-serien Enkla kompaktkameror i budgetutförande.
- Powershot 600 (1996) (den första Powershot-kameran från Canon)[1]
- Pro-serien
- TX-serien Stillbilds-/videohybridkameror.

## Specifika serier

### A-serien
- Powershot A95 har en sensor på 5,0 megapixel och tolv gångers optisk zoom. Den väger 250 gram och har en utfällbar och vridbar display. Den kom ut 2004.
- Powershot A530 har en processor av typen Digic II, och ISO-talet sträcker sig mellan 80 och 800.
- Powershot A710 IS har 7 megapixels upplösning och ett 5,8-34,8 mm objektiv som motsvarar 35-210 i småbildsformat.

### G-serien

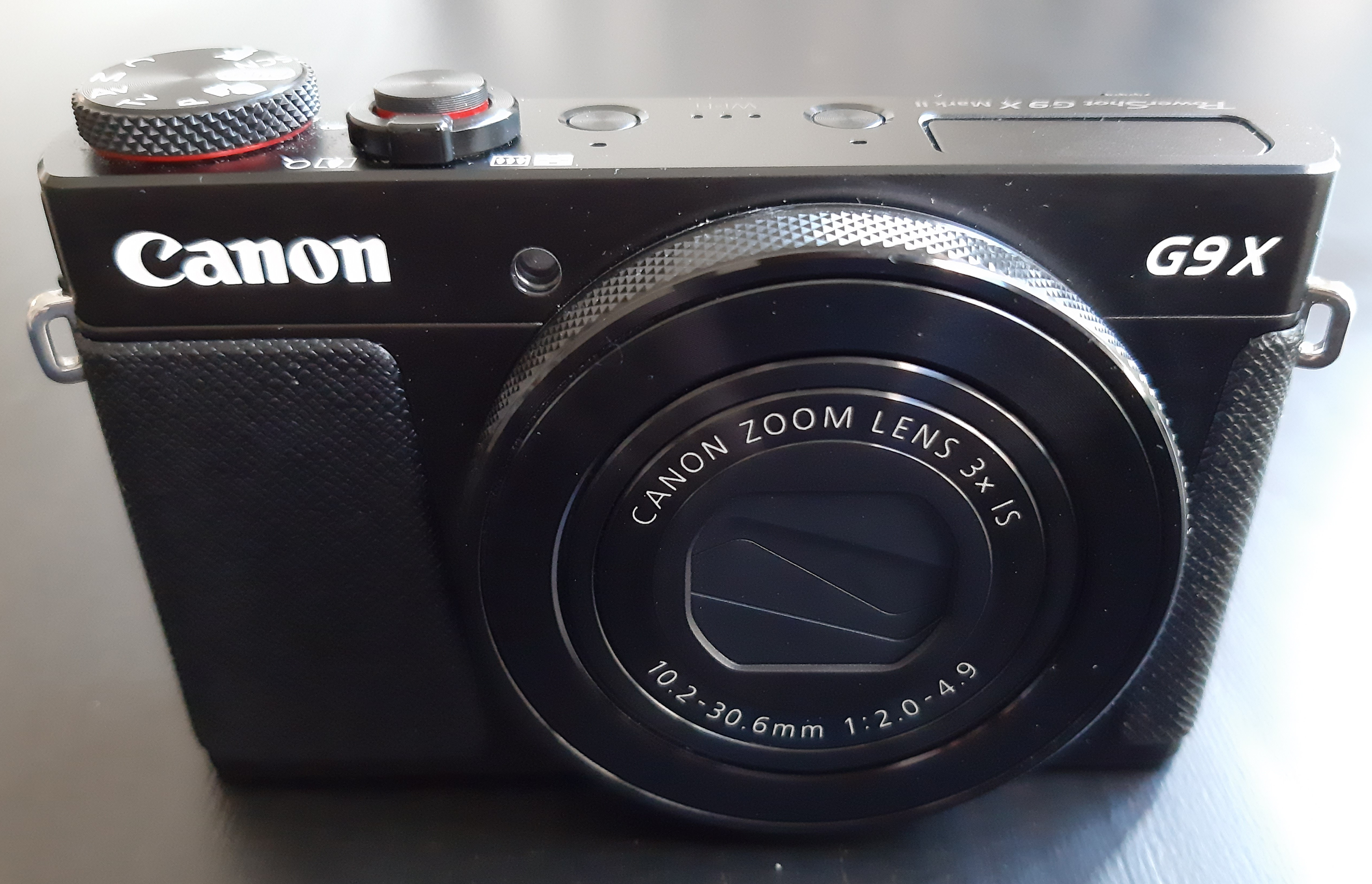
Canon Powershot G9 X Mark II

- Powershot G1 X har en CMOS-sensor på 14,3 megapixlar.
- Powershot G15
- Powershot G16
- Powershot G1 X Mark II
- Powershot G7 X släpptes i september 2014. Kameran har en relativt sett stor 20-megapixelsensor på 1 tum vilket är mycket större än vanligt i kameror i storleken, en DIGIC 6-processor, 4,2x zoom som motsvarar 24-100mm, f/1,8-2,8 bländare, 3 tums vikbar pekskärm, optisk bildstabilisator med 5 axlar, HDR, wifi för fjärrstyrning och överföring av bilder via en smartphone samt SDHC-kort
- Powershot G3 X
- Powershot G5 X
- Powershot G9 X
- Powershot G7 X Mark II
- Powershot G9 X Mark II har 20,1 megapixlar och en BSI CMOS-sensor samt en processor av typen DIGIC 7. Kameran tillkännagavs den 4 januari 2017.[2][3][4]
- Powershot G1 X Mark III har 24.2 megapixlar och en APS-C CMOS-sensor samt en processor av typen DIGIC 7. Kameran tillkännagavs den 16 oktober 2017.[5][6][7][8]
- Powershot G5 X Mark II har 20,1 megapixlar och en BSI CMOS-sensor samt en processor av typen DIGIC 8. Kameran tillkännagavs den 9 juli 2019.[9][10]
- Powershot G7 X Mark III har 20,1 megapixlar och en BSI CMOS-sensor samt en processor av typen DIGIC 8. Kameran tillkännagavs den 9 juli 2019.[11][12]

### S-serien
- Powershot S2 IS är en långzoomskamera med 12 gånger zoom och bildstabilisator. Kameran har fem megapixlar. Kameran saknar till skillnad från en systemkamera blixtsko och avtagbart objektiv. Ursprungligen gick det inte heller att spara fotografierna i råformat, men funktionen går att aktivera med det oberoende firmware-tillägget CHDK.

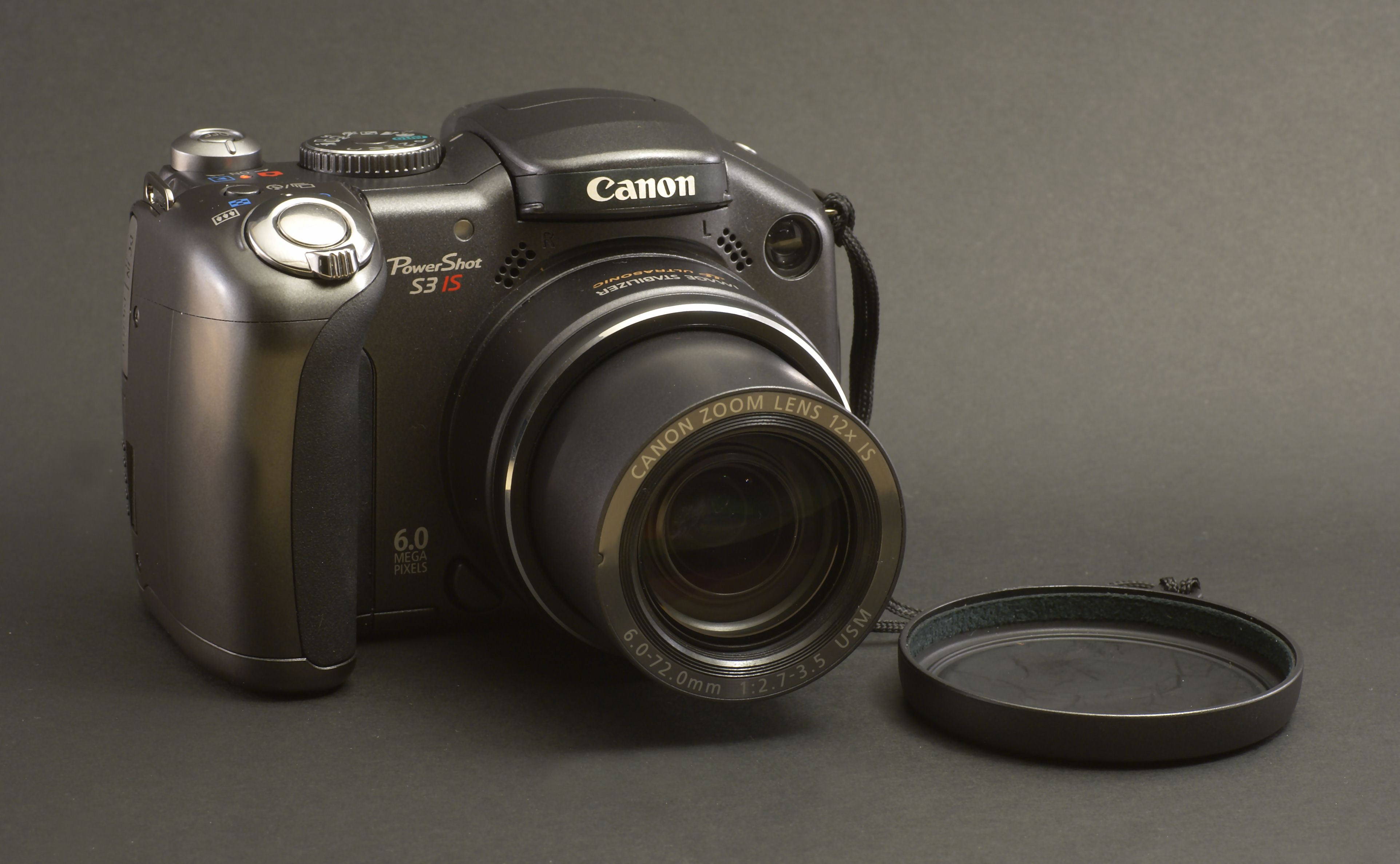
Powershot S3 IS

- Powershot S3 IS är en långzoomskamera med 12 gånger zoom och bildstabilisator. Kameran har sex megapixlar och lanserades av Canon i februari 2006. Den saknar till skillnad från en systemkamera blixtsko och avtagbart objektiv. Ursprungligen gick det inte heller att spara fotografierna i råformat, men funktionen går att aktivera med det oberoende firmware-tillägget CHDK. Powershot S3 IS har ett ISO-tal som ligger mellan 80 och 800.